# Elisabeth von Pommern

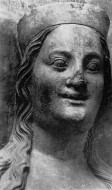
Elisabeth von Pommern, Büste im Triforium des Veitsdoms

Elisabeth von Pommern (polnisch Elżbieta pomorska, tschechisch Alžběta (Eliška) Pomořanská; * um 1345; † 15. Februar 1393 in Königgrätz) war die vierte und letzte Frau des Kaisers Karl IV. Sie war Kaiserin des Heiligen Römischen Reichs und Königin von Böhmen.

## Leben

### Abstammung; frühes Leben
Elisabeth von Pommern, über deren Leben nicht allzu viel bekannt ist, war die einzige Tochter des Herzogs Bogislaw V. von Pommern aus seiner Ehe mit der polnischen Prinzessin Elisabeth (polnisch Elżbieta Kazimierzówna). Mütterlicherseits war sie eine Enkelin des polnischen Königs Kasimirs III. des Großen, väterlicherseits des Herzogs Wartislaw IV.
Am 26. Juli 1358 wurde Elisabeth mit dem Markgrafen Otto von Brandenburg verlobt, um einen zur Beendigung einer der vielen Kriege zwischen Pommern und Brandenburg geschlossenen Vertrag zu bekräftigen. Da aber bald neue Auseinandersetzungen begannen, kam es nicht zur Eheschließung. Nach dem Tod ihrer Mutter 1361 wurden Elisabeth und ihr Bruder Kasimir von ihrem Vater Bogislaw nach Polen an den Hof ihres Großvaters Kasimir III. geschickt. Dort sollte ihre weitere Erziehung stattfinden.:47

### Heirat mit KarlIV.; Krönung zur Kaiserin
1363 sah sich Kaiser Karl IV. einer aus Kasimir III., dem ungarischen König Ludwig I. und dem dänischen König Waldemar IV. bestehenden feindlichen Koalition gegenüber; außerdem hatte er angespannte Beziehungen zu seinem Schwiegersohn, dem österreichischen Herzog Rudolf IV. Der Kaiser knüpfte aber erfolgreiche Verhandlungen mit Kasimir III. an, dessen Enkelin Elisabeth er zur vierten Gemahlin nehmen wollte. So löste er den polnischen König aus der Reihe seiner Gegner heraus; darüber hinaus war Elisabeth auch mit dem Ungarnkönig und Waldemar IV. verwandt. Gute Beziehungen zum pommerschen Herzogshaus pflegte der Kaiser schon länger. Karl IV. sah durch seine Vermählung mit Elisabeth ferner langfristig die Option, über Pommern und die Mark Brandenburg, auf deren Erwerb er sich Hoffnungen machte, seine Macht nach Norden zu erweitern und später einmal möglicherweise die Nachfolge in Polen antreten zu können.:47–48
Seine äußerst prächtige Hochzeit mit der rund 30 Jahre jüngeren Elisabeth feierte Karl IV. am 21. Mai 1363 im polnischen Krakau. Die Braut bekam eine stattliche Mitgift in der Höhe von 100.000 ungarischen Gulden, die größtenteils Kasimir III. aufgebracht hatte. Zeitgenössische Chronisten beschrieben sie damals als „schönes Fräulein“. Am 18. Juni 1363 wurde Elisabeth in Prag zur böhmischen Königin gekrönt. Im September 1363 erhielt sie die Städte Königsgrätz, Hohenmauth und Chrudim als Leibgedinge übertragen, denen 1371 noch Mělník und Kosteletz folgten. An der Zeremonie, bei der ihr Gemahl am 4. Juni 1365 in Arles zum König von Burgund gekrönt wurde, nahm Elisabeth nicht teil. Am 2. April 1368 verließ Karl IV. mit seiner Gattin Prag, um sich auf eine Italienfahrt zu begeben. Sie kamen durch viele wichtige italienische Städte, ehe Elisabeth am 1. November 1368 in der Peterskirche zu Rom vom Papst Urban V. zur Kaiserin des Heiligen Römischen Reiches gekrönt wurde. Nachmittags ritt sie mit Krone und Mitra unter viel Jubel des Volkes durch die Altstadt zum Lateran, nahm dort an einem zu ihren Ehren veranstalteten Bankett teil und schlug viele Personen zum Ritter. Zur Pflege und Aufnahme böhmischer Pilger stiftete das Kaiserpaar, das nach der Krönungszeremonie einige Wochen im Vatikan logierte, ein Hospital in Rom. Elisabeths Italienaufenthalt, bei dem ihr ein Gefolge von etwa 500 Personen zur Seite stand, dauerte bis Juli 1369. In diesem Monat zog das Kaiserpaar über Bologna und Ferrara nach Udine, von wo aus Elisabeth voranreiste und am 20. August 1369 wieder in Prag eintraf.:49

### Hofstaat; Reisen; Bildnisse
Elisabeth, die ihrem Gemahl sechs Kinder gebar, verfügte über einen eigenen Hofstaat, dem ein Hofmeister vorstand. Unter anderem gehörten junge Söhne vornehmer Familien, die feine Sitten erlernen sollten, sowie adlige Fräulein dem Hofstaat der Kaiserin an. Zur Verwaltung ihrer Güter hatte Elisabeth ferner eine eigene Kanzlei. Sie reiste häufig, stets mit zahlreichem Gefolge. So begleitete sie ihren Ehemann nicht nur auf dessen Italienreise, sondern u. a. auch 1376 nach Aachen, wo das Kaiserpaar am 6. Juli dieses Jahres an der Königskrönung von Karls Sohn aus dritter Ehe, Wenzel, teilnahm. Nicht immer war Elisabeth mit ihrem Gatten unterwegs, sondern bisweilen auch allein; sie erschien etwa 1378 in Dortmund ohne den Kaiser. Bei solchen Reisen diente der feierliche Einzug des Herrscherpaars in eine Stadt der Repräsentation von Glanz des Kaisertums, war daher politisch sehr bedeutsam. Die Kaiserin erfüllte hierbei also Repräsentationspflichten. In den von ihr besuchten Städten erhielt sie Geschenke, so 1376 in Aachen kostbare Stoffe.:51–53
Wenigstens zehn bildliche Darstellungen von Elisabeth wurden zu ihren Lebzeiten hergestellt. Fünf von ihnen existieren noch heute. 1370/71 entstand ein Mosaik über dem südlichen Querportalhaus des Prager Veitsdoms, das die Kaiserin in ein rotes Gewand gehüllt, eine Mitra und ihre Krone tragend, in kniender Gebetsstellung gegenüber Karl IV. zeigt. Ähnlich sieht ein in der Wenzelskapelle des Veitsdoms befindliches Wandgemälde von 1372 aus. Im unteren Triforium des Veitsdoms ist eine um die Mitte der 1370er Jahre hergestellte Büste der Kaiserin zu sehen; sie ist hier Teil eines ganzen Figurenzyklus.

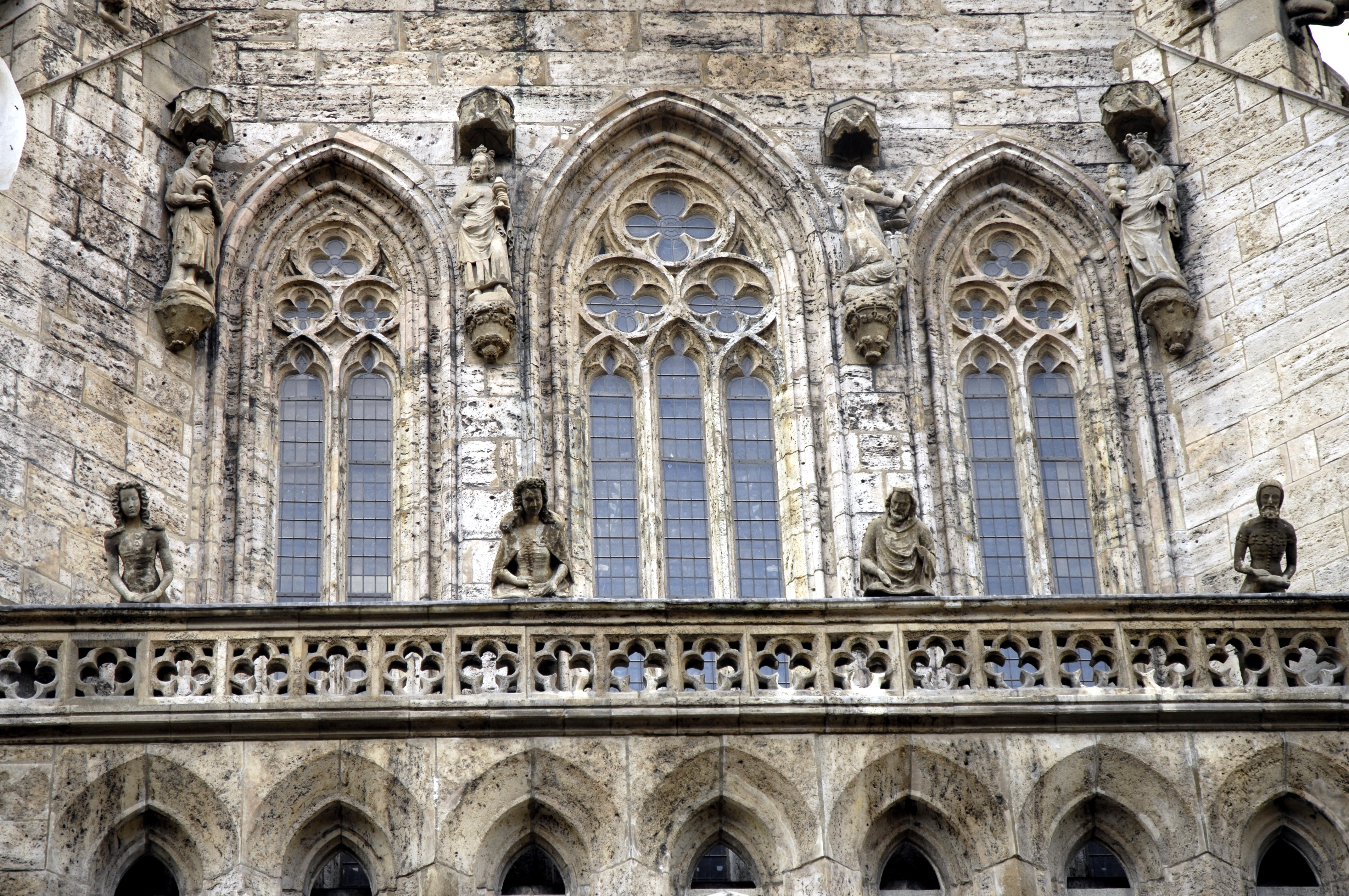
Karl IV. und Elisabeth von Pommern mit zwei Höflingen oder Kindern, die von der Brüstung der Marienkirche (Mühlhausen) herabblicken

An der südlichen Querhausfassade der Marienkirche in Mühlhausen/Thüringen wurde das Kaiserpaar zusammen mit einem männlichen und weiblichen Mitglied des Hofstaats wohl Ende der 1370er Jahre abgebildet, wie es sich huldigen lässt. Schließlich ist im Pontifikale des Bischofs Albrecht von Sternberg in einer Initiale die Krönung einer Königin, bei der es sich wohl um Elisabeth handelt, dargestellt. Weitere Bildnisse Elisabeths sind verloren. Ein Anfang des 15. Jahrhunderts entstandenes Manuskript der Chronik des italienischen Schriftstellers und Staatsmanns Giovanni Sercambi enthält u. a. Illustrationen der mit langen blonden Haaren und Krone abgebildeten Elisabeth während ihrer Italienreise; sie ähneln den zeitgenössischen Porträts der Kaiserin.:55–56
1371 erkrankte Karl IV. plötzlich schwer auf seinem Schloss Karlstein unweit Prag. Elisabeth wallfahrtete mit ihren Damen zu Fuß in die Prager Schlosskirche an das Grab des heiligen Sigismund, betete dort inbrünstig und legte acht goldene Schüsseln, die über 23 Mark des feinsten Goldes wert waren, zur Verzierung des Grabes des Heiligen nieder. Dann kehrte sie wiederum zu Fuß nach Karlstein zurück und fand ihren Mann genesend.

### Körperstärke
Elisabeth soll eine sagenhafte körperliche Stärke besessen haben. Der Chronist Benesch von Weitmühl berichtet darüber:

„In diesem Jahr [1371] feierte der Kaiser das Osterfest mit der erhabenen Kaiserin Elisabeth, seiner Gemahlin, in der Prager Burg. Diese Hohe Frau hatte eine solche Kraft in ihren Händen, dass sie ungefähr zu dieser Zeit in Anwesenheit vieler Fürsten, Barone und Adeliger sich ein neues Hufeisen geben ließ, das für einen großen Wallach gefertigt wurde, und diese hohe Frau zerbrach dieses Hufeisen mit ihren eigenen Händen, das die stärksten der anwesenden Männer nicht verbiegen konnten. Sie war allen, auch den stärksten Männern, mit ihrer Kraft beim Zerbrechen jeglichen eisernen Geräts überlegen. Ich, der dies hier schreibt, habe gesehen, dass sie solches nicht nur damals, sondern auch vorher und nachher vielfach mit der ihr eigenen Kraft vollbrachte, wie auch kein noch so starker Mann es wagte, sich mit ihr zu messen. […] Ihre Kraft bewunderten alle, man sagte, es habe seit den Zeiten von Libussa keine stärkere Frau in Böhmen gegeben. Und obwohl sie bekanntermaßen außerordentliche Körperkräfte hatte, rühmte sie sich ihrer keineswegs und bildete sich darauf nichts ein, sondern schrieb ihre Stärke dem Allerhöchsten zu und bewies sie nur, wenn der Kaiser sie dazu aufforderte.“

Elisabeths Kraft war wahrscheinlich ererbt. Auch einer ihrer Cousinen zweiten Grades, Cimburgis von Masowien, werden ähnliche Fähigkeiten nachgesagt. Von Gestalt soll sie eher schmächtig gewirkt haben, allerdings besaß sie eine beachtliche Körpergröße von rund 169 cm, welcher Umstand durch Messungen herauskam, die im Anschluss an die 1928 erfolgten Sarkophagöffnungen in der Prager Kaisergruft unternommen wurden.:57

### Witwenzeit und Tod
Den Lebensabend verbrachte Elisabeth, die ihren am 29. November 1378 verstorbenen Gemahl um 15 Jahre überlebte, in Königgrätz. Als Witwe führte sie das Leben einer Franziskanerterziarin, betete viel und übte Werke der Nächstenliebe. Anfang 1381 erteilte sie eine Vollmacht für die Verhandlungen über die Verheiratung ihrer Tochter Anne mit dem englischen König Richard II.:50, 55 Sie starb 1393 im Alter von etwa 47 Jahren und wurde neben ihrem Gatten im Veitsdom zu Prag beerdigt.

## Nachkommen
Aus der Ehe gingen vier Söhne und zwei Töchter hervor:

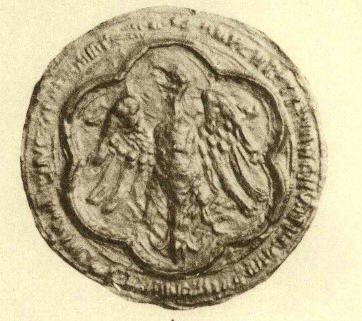
Siegel Elisabeths

- Anne (1366–1394) ⚭ Richard II., König von England.
- Sigismund (1368–1437), römisch-deutscher Kaiser
  - ⚭ 1385 Maria (Ungarn)
  - ⚭ 1408 Barbara von Cilli
- Johann (1370–1396), Herzog von Görlitz, Markgraf von Brandenburg ⚭ 1388 Richardis von Mecklenburg-Schwerin
- Karl (1372–1373)
- Margarete (1373–1410) ⚭ 1387 mit Johann III., Burggraf von Nürnberg
- Heinrich (1377–1378)[7]